# Майкел ван дер Влетен
Майкел ван дер Влетен  (нід. Maikel van der Vleuten, 10 лютого 1988) — нідерландський вершник, олімпійський медаліст.

## Виступи на Олімпіадах
| Олімпіада   | Дисципліна       | Місце       |
| ----------- | ---------------- | ----------- |
| Лондон 2012 | конкур, особисті | участь к4/4 |
| Лондон 2012 | конкур, командні | 2           |
| Ріо 2016    | конкур, особисті | 20          |
| Ріо 2016    | конкур, командні | 7           |
| Токіо 2020  | конкур, особисті | 3           |
| Токіо 2020  | конкур, командні | 4           |